# در جستجوی شوگرمن
در جستجوی شوگرمن نام فیلم مستندی است تولید مشترک سوئد و بریتانیا که در سال ۲۰۱۲ به کارگردانی مالک بنجلول ساخته شد. این فیلم توانست جایزهٔ بفتای بهترین مستند را در ۲۰۱۳ از آن خود کند و بلافاصله پس از این جایزه، اسکار بهترین مستند را نیز دریافت کند.
در جستجوی شوگرمن تلاش‌های دو نفر از اهالی کیپ تاون، آفریقای جنوبی را در انتهای دههٔ ۹۰ میلادی نشان می‌دهد که می‌خواهند کشف کنند که آیا مرگ افسانه‌ایِ سیکستو رودریگز، خوانندهٔ آمریکایی، حقیقت دارد یا شایعه است. موسیقی رودریگز اگرچه هیچ‌گاه در آمریکا شناخته نشد، به‌شدت در آفریقای جنوبی محبوب است. هرچند که در این کشور از رودریگز تقریباً هیچ نمی‌دانستند.